# Апноэ во сне
Апно́э во сне — разновидность апноэ, для которого характерно прекращение лёгочной вентиляции во время сна более чем на 10 секунд. Чаще оно длится 20—30 секунд, хотя в тяжёлых случаях может достигать 2—3 минут и занимать до 60 % общего времени ночного сна. При регулярных апноэ (обычно не менее 10—15 в течение часа) возникает синдром апноэ во сне с нарушением структуры сна и дневной сонливостью, ухудшением памяти и интеллекта, жалобами на снижение работоспособности и постоянную усталость. Различают обструктивное и центральное апноэ во сне, а также их смешанные формы.

## Обструктивные апноэ во сне
Сужение верхних дыхательных путей во время сна предрасполагает к обструктивным апноэ. При апноэ длительностью более 10 секунд возникает состояние гипоксии и гиперкапнии с метаболическим ацидозом, с увеличением выраженности изменений по мере нарастания длительности апноэ. На определённом пороге этих изменений наступает пробуждение или переход в поверхностную стадию сна, при которой повышается тонус мышц глотки и рта с восстановлением проходимости глотки. Это сопровождается серией глубоких вдохов, обычно с сильным храпом. По мере нормализации показателей газового состава крови наступает более глубокая фаза сна.
У больных обструктивными апноэ не происходит снижения артериального давления во время сна; во время эпизода апноэ оно, напротив, резко повышается. В связи с этим, обструктивные апноэ во сне являются фактором риска заболеваний сердечно-сосудистой системы — артериальной гипертензии (у 40—90 % больных), ишемической болезни сердца, инсульта, диабета.
В некоторых случаях (до 10 %) при обструктивных апноэ развивается лёгочная гипертензия с правожелудочковой недостаточностью, хронической гиперкапнией и гипоксией, связанными с ослаблением нервной импульсации в дыхательной мускулатуре или генерализованной бронхиальной обструкцией. В сочетании с ожирением (являющимся одним из факторов риска обструктивных апноэ) и сонливостью эта картина носит название «пиквикский синдром».

### Лечение
«Золотым стандартом» лечения обструктивного апноэ сна является так называемая СИПАП-терапия (от англ. Constant Positive Airway Pressure, CPAP), выполняемая с помощью СИПАПов — специальных приборов, нагнетающих воздух под давлением в дыхательные пути и создающих постоянное положительное давление. Создается так называемая «воздушная шина», которая препятствует коллапсу во время сна. На сегодня это самый эффективный метод лечения этого заболевания.
Также было замечено прекращение храпа, дневной сонливости и уменьшение апноэ во сне у людей, играющих на австралийской дудке диджериду, благодаря тренировке верхних дыхательных путей из-за специфической техники дыхания.
Бензодиазепиновые снотворные препараты могут усиливать синдром апноэ во сне, приводя к увеличению числа остановок дыхания во сне, что ухудшает сон пациентов вместо его улучшения. По этой причине в инструкциях ко многим снотворным препаратам указывается, что они противопоказаны или их следует назначать с осторожностью при подозрении на наличие синдрома апноэ во сне.

## Центральные апноэ во сне
Центральные апноэ во сне наблюдается в норме, чаще при засыпании и в фазе быстрого сна. У здоровых лиц центральные апноэ редки и не сопровождаются патофизиологическими и клиническими проявлениями. При нарушении стабильности функционирования центральных (стволовых) механизмов регуляции дыхания развиваются дыхательные нарушения, характерные для обструктивных апноэ. Чаще наблюдается гипокапния без гипоксемии, реже формируется гиперкапния и гипоксемия, сопровождающиеся лёгочной гипертензией и правожелудочковой недостаточностью. Отмечаются частые ночные пробуждения с дневной сонливостью.